# Herbert Baddeley
Herbert Baddeley (11 de enero de 1872 - 20 de julio de 1931) fue un tenista británico y el menor de los gemelos Baddeley.
Herbert alcanzó las semifinales de individuales en Wimbledon en tres ocasiones. En 1894 venció a Harry S. Barlow antes de perder contra Ernest Lewis. En 1895 derrotó a Reginald Doherty antes de ceder un walkover a su hermano. En 1896 venció a William Larned antes de perder contra Wilberforce Eaves. En 1891 y de 1894 a 1896, él y su hermano gemelo Wilfred ganaron el campeonato de dobles de Wimbledon cuatro veces. Cuando Wilfred fue derrotado en la ronda de desafío de individuales de 1896 por Harold Mahony, ambos se retiraron del tenis para concentrarse en su carrera de derecho.
En febrero de 1895, los hermanos se calificaron en Londres como abogados. Se unieron a su tío y a su padre, Thomas y E. P. Baddeley, en Leadenhall Street en el bufete familiar, fundado por su bisabuelo en 1790. Los hermanos permanecieron como socios en la firma hasta 1919, cuando se retiraron, dejando a su primo, Cyril Baddeley, a cargo del negocio familiar. Su hija, Violet Baddeley, alcanzó dos veces la final del All England Open Badminton Championships en 1922 y 1927.

## Finales de Grand Slam

### Dobles (4 títulos, 2 subcampeonatos)
| Resultado | Año  | Campeonato | Superficie | Pareja           | Oponentes                         | Resultado               |
| --------- | ---- | ---------- | ---------- | ---------------- | --------------------------------- | ----------------------- |
| Victoria  | 1891 | Wimbledon  | Césped     | Wilfred Baddeley | Joshua Pim Frank Stoker           | 6–1, 6–3, 1–6, 6–2      |
| Derrota   | 1892 | Wimbledon  | Césped     | Wilfred Baddeley | Ernest Lewis Harry S. Barlow      | 6–4, 2–6, 6–8, 4–6      |
| Victoria  | 1894 | Wimbledon  | Césped     | Wilfred Baddeley | Harry S. Barlow Charles Martin    | 5–7, 7–5, 4–6, 6–3, 8–6 |
| Victoria  | 1895 | Wimbledon  | Césped     | Wilfred Baddeley | Ernest Lewis Herbert Wilberforce  | 8–6, 5–7, 6–4, 6–3      |
| Victoria  | 1896 | Wimbledon  | Césped     | Wilfred Baddeley | Reginald Doherty Harold Nisbet    | 1–6, 3–6, 6–4, 6–2, 6–1 |
| Derrota   | 1897 | Wimbledon  | Césped     | Wilfred Baddeley | Reginald Doherty Laurence Doherty | 4–6, 6–4, 6–8, 4–6      |